# Musicals in Ahoy'

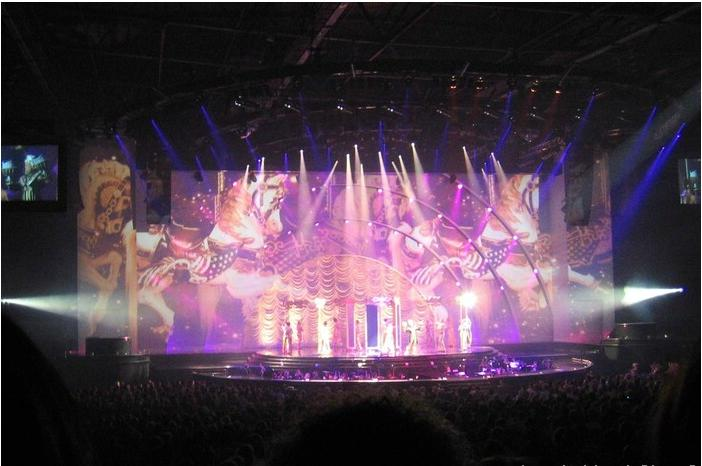
Musicals in Ahoy' 2004

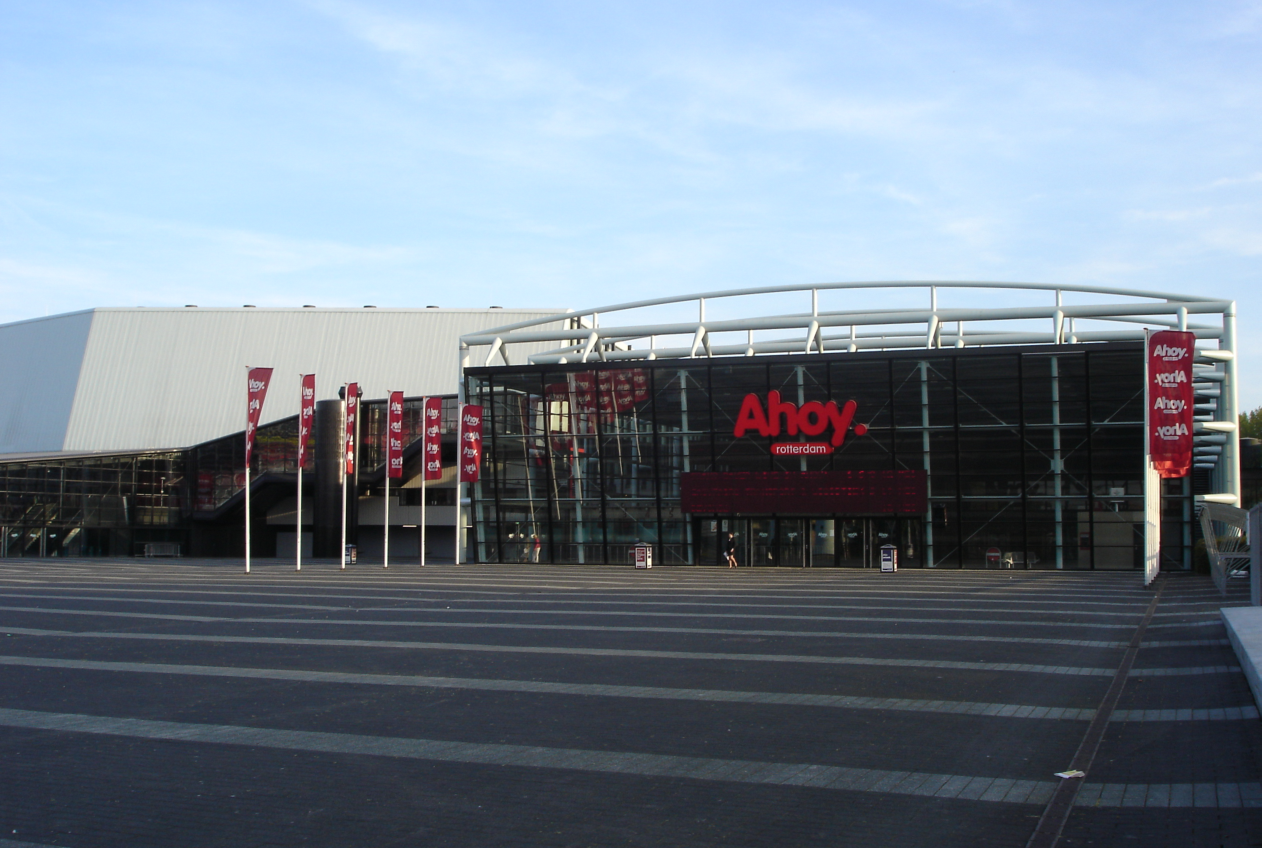
Uitzicht op de hoofdingang vanaf de Zuiderparkweg

Musicals in Ahoy' het All Star Musical Gala was de naam van een concertreeks in de Ahoy in Rotterdam waarbij werk uit beroemde musicals werd vertolkt. De show werd geproduceerd door Stage Entertainment/Joop van den Ende Theaterproducties en op televisie uitgezonden door RTL-4.
De eerste editie vond plaats in 2002 en was een reeks van zeven shows, ondersteund door het Nederlands Musical Ensemble en een orkest onder leiding van Maurice Luttikhuis. Musicals in Ahoy' werd geregisseerd door Guus Verstraete.
In 2004 werd het concept herhaald met een reeks van negen shows onder de titel 'Musical meets Movie'.
Ook in 2006 werd het concept herhaald. De regie was wederom onder leiding van Guus Verstraete.
Naast Nederlandse artiesten traden in de shows ook internationale artiesten op als Vanessa Williams en Steve Balsamo.
Musicals in Ahoy' behoort tot de top drie van bestbezochte concerten in de Rotterdamse concerttempel.

## Artiesten Musicals in Ahoy' 2002, "Het All Star Musical Gala"
| Solisten             | Nederlands Musical Ensemble o.l.v. Ivo van Leeuwen | Musicals in Ahoy' Ensemble |
| -------------------- | -------------------------------------------------- | -------------------------- |
| Simone Kleinsma      | Nadine de Boer                                     | Carla Baars                |
| Stanley Burleson     | Joes Boonen                                        | Cindy Belliot              |
| Casey Francisco      | Frank Bos                                          | Caroline Beuth             |
| Joke de Kruijf       | Femke Bruls                                        | Chris de Boer              |
| Willem Nijholt       | Birgit van Cleef                                   | Paul Boereboom             |
| Linda Wagenmakers    | Suzanne van Delft                                  | Marle Brouwer              |
| Liesbeth List        | Hans van Gelderen                                  | Carolien Canters           |
| Pia Douwes           | Moniek van Gils                                    | Corinne Carton             |
| Laura Vlasblom       | Nina Groos                                         | Michael Clauder            |
| Henk Poort           | Marieke Hamer                                      | Marielle Constancia        |
| Mathilde Santing     | Fleur Hendriks                                     | Michel Driesse             |
| Maaike Widdershoven  | Annick van der Hoeven                              | Hein Gerrits               |
| Danny de Munk        | Ferry Hoogeboom                                    | Axel de Graaf              |
| Chantal Janzen       | Sander Jan Klerk                                   | Gert-Jan Heuvelmans        |
| Chaira Borderslee    | Rainier Koeners                                    | Enigma Huijzer             |
| Bastiaan Ragas       | Fabiënne Leenart                                   | Roy Jonathans              |
| Ryan van den Akker   | Marije Nieuwenhuis                                 | André de Jong              |
| Tony Neef            | Gitty Pregers                                      | Myrna van Kemenade         |
| Antje Monteiro       | Marloes van Reijzen                                | Stephanie Klaver           |
| Bill van Dijk        | Peter Rijnbeek                                     | Leah Kline                 |
| Sophia Wezer         | Jerremey Schutte                                   | Samantha Klots             |
| Ben Cramer           | Richard Sprokkereef                                | Anouk van Kooijk           |
| Mariska van Kolck    | Denise Verbruggen                                  | Frank Lunenburg            |
| Joost de Jong        | Sarah Verbruggen                                   | Hannah van Meurs           |
| Tooske Ragas-Breugem | Gerlinde Vliegenthart                              | Manon Novak                |
| Brigitte Nijman      | Kelvin Wormgoor                                    | Ben Paola                  |
| Addo Kruizinga       |                                                    | Marcel Postma              |
| Ernst Daniël Smid    | -                                                  | Dennis Puriel              |
| Perry Dossett        | -                                                  | Victorius Remak            |
| Esther Pierweijer    | -                                                  | Els Reuver                 |
| Claudia de Graaf     | -                                                  | Eva Roest                  |
| -                    | -                                                  | Carsten Sasse              |
| -                    | -                                                  | Javed Scannell             |
| -                    | -                                                  | Pakon Schuijffel           |
| -                    | -                                                  | Regi Severins              |
| -                    | -                                                  | Clifford Stein             |
| -                    | -                                                  | Stephen Stephanou          |
| -                    | -                                                  | Peter Stoelhorst           |
| -                    | -                                                  | Thomasj Vets               |
| -                    | -                                                  | Monique Visscher           |
| -                    | -                                                  | Job Vlaar                  |
| -                    | -                                                  | Marcel Vogelaar            |
| -                    | -                                                  | Roeselien Wekker           |
| -                    | -                                                  | Anneloes Welter            |
| -                    | -                                                  | Deborah Windig             |
| -                    | -                                                  | Charlene Woerdings         |
| -                    | -                                                  | Johan van Zon              |

- Extra act:

De gehele cast van de musical Saturday Night Fever was aanwezig voor een medley. De cast bestond uit: Duncan Anepool, Rudsel D'Antonia, Svetlana David, Beverly Durand, Shannon Farren, Candy Gerritsen, Peter Giovanni, Ferry de Graaf, Eddy Grundy, Mischa Hendriksen, Saskia van Heijster, Marieke Hulst, Eugène Jans, Richard Janssen, Esther Koenen, Roy Kullick, Michael Macalintal, Barry Meijer, Tanja de Nijs, Teodor Radulescu, Carlos Sierra, Sandra Stam, Joyce Stevens, Heinz Stitzinger, Pim Veulings, Marcel Visscher, Wieke Wiersma en Yvette de Wilde.
- Special Guests Stars: Lee Towers en Karin Bloemen/Carlo Boszhard
- Voice-over: Radioman Peter Plaisier was de voice-over tijdens deze reeks in Ahoy'.

## Artiesten Musicals in Ahoy' 2004, "Musical Meets Movie"
| Solisten         | Nederlands Musical Ensemble o.l.v. Ivo van Leeuwen | Musicals in Ahoy' Ensemble |
| ---------------- | -------------------------------------------------- | -------------------------- |
| Steve Balsamo    | Angela Anslijn                                     | Cindy Belliot              |
| Stanley Burleson | Selva Arguellopaz                                  | Carolien Canters           |
| Pia Douwes       | Erica Bakker                                       | Corin Carton               |
| Joke de Kruijf   | Jeanette Blankers                                  | Christian Celini           |
| Henk Poort       | Lara Boode                                         | Marielle Constacia         |
| Simone Kleinsma  | Frank Bos                                          | David Eisingher            |
| Danny de Munk    | Sander Bosman                                      | Shannon Farren             |
| Nurlaila Karim   | Tristan van Brakel                                 | Roy Hadisobrotto           |
| Tony Neef        | Danny ten Brummelaar                               | Katherine Holmes           |
| Carlo Boszhard   | Mark van Burgel                                    | Enigma Huijzer             |
| Tooske Breugem   | Birgit van Cleef                                   | Eugène Jans                |
| Bastiaan Ragas   | Caroline Fijen                                     | Ingrid Jansen              |
| Dick Cohen       | Moniek van Gils                                    | Richard Janssen            |
| Chantal Janzen   | Patricia Goduto                                    | Roy Jonathans              |
| René van Kooten  | Eveline Gorter                                     | Stephanie Klaver           |
| Casey Francisco  | Ruud Hendriks                                      | Samatha Klots              |
| Rolf Koster*     | Ferry Hoogeboom                                    | Esther Koenen              |
| -                | Eihlin ten Hoopen                                  | Tanja van der Kooij        |
| -                | Marthe van der Horst                               | Frank Lunenburg            |
| -                | Boyce de Jong                                      | Michael Macalintal         |
| -                | Sander Jan Klerk                                   | Mieke Overwijn             |
| -                | Nathalie Klerx                                     | Thomas Pukailer            |
| -                | Nathalie Kolkman                                   | Ilka Recker                |
| -                | Maarten Kos                                        | Victor Remak               |
| -                | Nathalie Kouwenhoven                               | Dessalee Rodrigues         |
| -                | Nicky van der Kuyp                                 | Eva Roest                  |
| -                | Annabelle van der Laar                             | Johan van Rooy             |
| -                | Marieke Lander                                     | Javed Scannell             |
| -                | Fabienne Leenart                                   | Sara Singadji              |
| -                | Guido Maas                                         | Sabrina Tiebosch           |
| -                | Jennifer Nordon                                    | Pim Veulings               |
| -                | Peter Ravensberg                                   | Marcel Visscher            |
| -                | Marloes Reijzen                                    | Marcel Vogelaar            |
| -                | Diederik Rep                                       | Merlijn de Vries           |
| -                | Peter Rijnbeek                                     | Eline Vroon                |
| -                | Marc Romp                                          | Anneloes Welter            |
| -                | Suzanne de Rooij                                   | Daan Wijnands              |
| -                | Antje Roosma                                       | Germaine Winter            |
| -                | Nancy Schouten                                     | Ilvo Zuca                  |
| -                | Gerben Schwab                                      |                            |
| -                | Anneke Sluiter                                     |                            |
| -                | Daniel Staakman                                    |                            |
| -                | Jasper Taconis                                     |                            |
| -                | Nathalie Tempelman                                 |                            |
| -                | Angelique Verbruggen                               |                            |
| -                | Natasja Vermaas                                    |                            |
| -                | Marcella Verwoert                                  |                            |
| -                | Mariska Visser                                     |                            |
| -                | Robert van der Waal                                |                            |
| -                | Lisette Webb                                       |                            |
| -                | Anna van Westerhoven                               |                            |
| -                | Suzanne de Wit                                     |                            |
| -                | Jenneke Wouters                                    |                            |

- Rolf Koster verving René van Kooten, die ziek was geworden.

## Musicals in Ahoy 2006
| Solisten              | Nederlands Musical Ensemble o.l.v. Ivo van Leeuwen | Musicals in Ahoy' Ensemble |
| --------------------- | -------------------------------------------------- | -------------------------- |
| Vanessa Williams      | Sam Beisser                                        | Alies Thomas               |
| Stanley Burleson      | ...                                                | Banu Secen                 |
| Céline Purcell        | ...                                                | Boris Schreurs             |
| Joke de Kruijf        | ...                                                | Bram Blankenstijn          |
| Jerrel Houtsnee       | ...                                                | Cheryl Neede               |
| Peter Rijnbeek        | ...                                                | Clifford Steijn            |
| Danny de Munk         | ...                                                | Dennis Sureveen            |
| Nurlaila Karim        | ...                                                | Dominique Montpelier       |
| Tony Neef             | ...                                                | Eline Vroon                |
| Jamai Loman           | ...                                                | Golda Doof                 |
| Renee van Wegberg     | ...                                                | Ilvo Suca                  |
| Anita Meyer           | ...                                                | Isabel Berenos             |
| Danny Yanga           | ...                                                | Jeffrey Stuut              |
| Chantal Janzen        | ...                                                | Jermaine Winter            |
| Antje Monteiro        | ...                                                | Kelsey Blikslager          |
| Kim-Lian van der Meij | ...                                                | Kevin van der Meer         |
| Maike Boerdam         | ...                                                | Lars van Sermond           |
| Carolina Dijkhuizen   | ...                                                | Lianne ten Napel           |
| Ivo Chundro           | ...                                                | Lisette Eising             |
| Wibi Soerjadi         | ...                                                | Manon Novak                |
| Hans Klok             | ...                                                | Mark Jong A Pin            |
| -                     | ...                                                | Merijn de Kok              |
| -                     | ...                                                | Mieke de Louw              |
| -                     | ...                                                | Mieke Overwijn             |
| -                     | ...                                                | Mila Lazar                 |
| -                     | ...                                                | Natascha de Jong           |
| -                     | ...                                                | Nathaly la Rose            |
| -                     | ...                                                | Noortje Fassaert           |
| -                     | ...                                                | Pim Veulings               |
| -                     | ...                                                | Rachel Meibergen           |
| -                     | ...                                                | Regi Severins              |
| -                     | ...                                                | Ricardo Rus                |
| -                     | ...                                                | Roy Hadisubrotto           |
| -                     | ...                                                | Roy van Iersel             |
| -                     | ...                                                | Saar Bressers              |
| -                     | ...                                                | Sjoerd Hermsen             |
| -                     | ...                                                | Tabi Awan                  |
| -                     | ...                                                | Tanya van der Kooij        |
| -                     | ...                                                | Tommy Venneker             |
| -                     | ...                                                | Victor Remak               |
| -                     | ...                                                | Wesley Vaart               |

- The Magnets: deze Vocal- & Beats group trad ook op tijdens deze editie van Musicals in Ahoy'.

NB: In het programmaboek staan de namen van de leden van het Nederlands Musical Ensemble niet vermeld. De foto telt ca. 40 leden.